# École Hasegawa

Pins par Hasegawa Tōhaku; Musée national de Tokyo.

L' école Hasegawa (長谷川派, , -ha) est une école de peinture japonaise fondée au XVIe siècle par Hasegawa Tōhaku et qui disparaît vers le début du XVIIIe siècle.
L'école, située à Kyoto et qui peint essentiellement des fusuma (portes coulissantes), est largement fondée sur le style de l'école Kanō. École relativement petite, la majorité de ses peintres sont élèves de Tōhaku et d'autres maîtres Kanō. Tōhaku lui-même est étudiant de Kanō Eitoku et il se dit qu'il se considère le successeur stylistique de Sesshū. Il peint largement à l'encre monochrome, dans des styles grandement inspirés par la Chine et il est particulièrement réputé pour sa représentation des singes.

## Artistes Hasegawa notables
- Hasegawa Tōhaku (1539-1610)
- Hasegawa Kyūzō (1568-1593)
- Hasegawa Sōtaku (fl. c. 1650)
- Hasegawa Sakon (fl. c. 1650)
- Hasegawa Sōya (d. 1667)
- Hasegawa Yōshin (d. 1726)

Le Musée national de Kyoto conserve un paravent du XVIIe siècle réalisé par cette école, qui représente le Kabuki d'Okuni. C'est sans doute l'œuvre la plus ancienne sur ce thème du kabuki.